# Millville (New Jersey)
Millville – miasto w Stanach Zjednoczonych, w stanie New Jersey, w hrabstwie Cumberland.